# Santa Teresa del Almendral Airport
Santa Teresa del Almendral Airport är en flygplats i Chile.   Den ligger i provinsen Provincia de Melipilla och regionen Región Metropolitana de Santiago, i den södra delen av landet, 60 km väster om huvudstaden Santiago de Chile. Santa Teresa del Almendral Airport ligger 167 meter över havet.
Terrängen runt Santa Teresa del Almendral Airport är varierad. Närmaste större samhälle är Melipilla, 13,2 km söder om Santa Teresa del Almendral Airport. 
Trakten runt Santa Teresa del Almendral Airport består till största delen av jordbruksmark. Runt Santa Teresa del Almendral Airport är det ganska tätbefolkat, med 80 invånare per kvadratkilometer.